# Oberes Schlösschen (Bobingen)

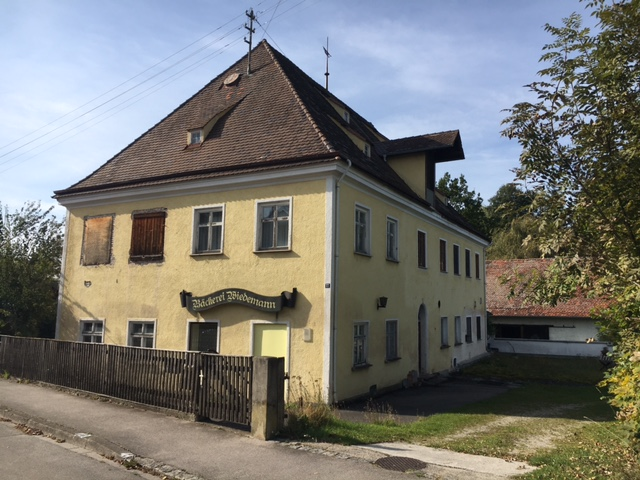
Blick von der Straße auf das Gebäude

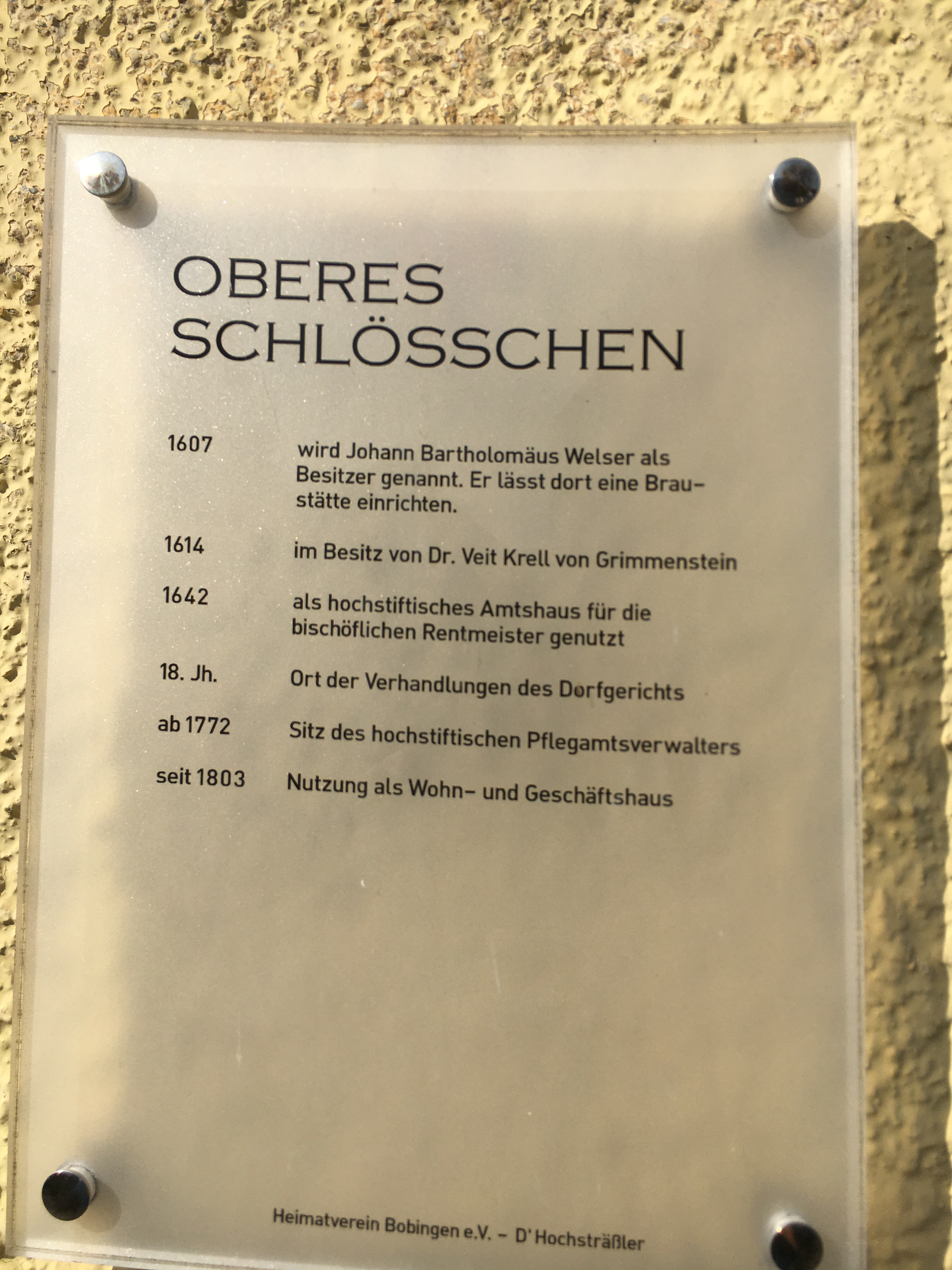
Hinweistafel zur Geschichte des Schlosses

Das Obere Schlösschen, ein im Kern Mitte des 17. Jahrhunderts errichtetes Schloss, befindet sich in Bobingen im Landkreis Augsburg im Regierungsbezirk Schwaben in Bayern. Das Gebäude ist ein geschütztes Baudenkmal. Es ist neben dem Cosimosinischen Schlösschen, dem Unteren Schlösschen sowie dem Mittleren Schlösschen eines von vier noch erhaltenen Landschlössern in und um Bobingen. Das Gebäude und das umgebende Areal befindet sich in einem maroden Zustand.

## Geschichte
Als Erbauer gelten die Herren von Bobingen. Im Jahre 1607 wird Johann Bartholomäus Welser als Besitzer des Schlosses erwähnt, der eine Brauereistätte einrichten lässt. Sieben Jahre später ging es in die Hände von Veit Krell von Grimmenstein über. Ab 1642 wurde das Gebäude als  Amtshaus für den Rentmeister des Hochstift Augsburgs genutzt. Im Jahre 1772  war es Sitz des hochstiftischen Pflegeamtsverwalters und wurde ab 1803 als Wohn- und Geschäftshaus genutzt.
Bei dem Bau handelt es sich um einen zweigeschossigen rechteckigen Renaissancebau mit Kastenfenstern auf vier mal sieben Achsen und einem steilen Walmdach mit einer Aufzugsgaube. Mehrere flache Schleppgauben sind über das Dach verteilt. Die Haustür weist einen Rundbogen auf. Im rückwärtigen Teil sind die Fenster teils nicht in einer Ebene oder fehlen ganz. Möglicherweise befand sich dort ein früherer Anbau oder separater Zugang.

## Einzelnachweis
1. ↑  vgl. Bayerische Denkmalliste für Bobingen, (PDF-Datei, 333 kB, Stand: 22. Juli 2021), S. 2; abgerufen am 13. Oktober 2021.

Koordinaten: 48° 15′ 57,3″ N, 10° 49′ 32,3″ O